# Spathius esakii
Spathius esakii är en stekelart som beskrevs av Watanabe 1945. Spathius esakii ingår i släktet Spathius och familjen bracksteklar. Inga underarter finns listade i Catalogue of Life.